# マシンガン・エチケット
『マシンガン・エチケット』（Machine Gun Etiquette）は、イングランドのパンク・ロック・バンド、ダムドが1979年に発表した3作目のスタジオ・アルバム。ダムドの解散・再結成を経て発表された作品で、チジック・レコードへの移籍第1弾アルバム。ダムドは結果的に、イギリスのパンク・バンドとしては初めて再結成を果たしたバンドとなった。

## 解説
オリジナル・メンバーのうちブライアン・ジェイムスを除く3人と、新メンバーのアルジー・ワードによる編成でレコーディングされた。ワードは本作限りで脱退し、後にタンクを結成する。前作までベースを担当していたキャプテン・センシブルは、本作より主にギターを演奏するようになる。「ルッキング・アット・ユー」はMC5のカヴァー。
本作は、デビュー・アルバム『地獄に堕ちた野郎ども』（1977年）以来となる全英アルバムチャート入りを果たし、「ラヴ・ソング」（全英20位）、「スマッシュ・イット・アップ」（全英35位）、「荒廃の街角」（全英46位）がシングル・ヒットした。
本作のリリースから25周年となる2004年11月には、ボーナス・トラック9曲と「プラン9　チャンネル7」のミュージック・ビデオを追加したスペシャル・エディション盤がリリースされた。このスペシャル・エディション盤CDのトラック・リストでは、オリジナルLPでは2曲に分かれていた「スマッシュ・イット・アップ」が1曲にまとめられている。

## 収録曲
特記なき楽曲はデイヴ・ヴァニアン、キャプテン・センシブル、ラット・スキャビーズ、アルジー・ワードの共作。
1. ラヴ・ソング - "Love Song" - 2:21
2. マシンガン・エチケット - "Machine Gun Etiquette" - 1:49
3. 荒廃の街角 - "I Just Can't Be Happy Today" (Dave Vanian, Captain Sensible, Algy Ward, Rat Scabies, Giovanni Dadomo) - 3:42
4. メロディ・リー - "Melody Lee" - 2:07
5. アンチ・ポウプ - "Anti-Pope" (D. Vanian, C. Sensible, A. Ward, R. Scabies, Phillip Burns) - 3:19
6. ジーズ・ハンズ - "These Hands" - 2:02
7. プラン9　チャンネル7 - "Plan 9 Channel 7" - 5:08
8. ノイズ・ノイズ・ノイズ - "Noise, Noise, Noise" (D. Vanian, C. Sensible, A. Ward, R. Scabies, Jennet Ward) - 3:09
9. ルッキング・アット・ユー - "Looking at You" (Wayne Kramer, Frederick Smith, Rob Tyner, Michael Davis, Dennis Thompson) - 5:07
10. ライアー - "Liar" - 2:44
11. スマッシュ・イット・アップ（パート1） - "Smash It Up (Part 1)" - 1:59
12. スマッシュ・イット・アップ（パート2） - "Smash It Up (Part 2)" - 2:53

### スペシャル・エディション盤
1. ラヴ・ソング - "Love Song" - 2:21
2. マシンガン・エチケット - "Machine Gun Etiquette" - 1:49
3. 荒廃の街角 - "I Just Can't Be Happy Today" (Dave Vanian, Captain Sensible, Algy Ward, Rat Scabies, Giovanni Dadomo) - 3:42
4. メロディ・リー - "Melody Lee" - 2:07
5. アンチ・ポウプ - "Anti-Pope" (D. Vanian, C. Sensible, A. Ward, R. Scabies, Phillip Burns) - 3:19
6. ジーズ・ハンズ - "These Hands" - 2:02
7. プラン9　チャンネル7 - "Plan 9 Channel 7" - 5:08
8. ノイズ・ノイズ・ノイズ - "Noise, Noise, Noise" (D. Vanian, C. Sensible, A. Ward, R. Scabies, Jennet Ward) - 3:09
9. ルッキング・アット・ユー - "Looking at You" (Wayne Kramer, Frederick Smith, Rob Tyner, Michael Davis, Dennis Thompson) - 5:07
10. ライアー - "Liar" - 2:44
11. スマッシュ・イット・アップ（パート1 & 2） - "Smash It Up (Parts 1 & 2)" - 5:11
12. ラヴ・ソング（エド・ハリス・バージョン） - "Love Song (Ed Hollis Version)" - 2:02
13. ノイズ・ノイズ・ノイズ（エド・ハリス・バージョン） - "Noise, Noise, Noise (Ed Hollis Version)" (D. Vanian, C. Sensible, A. Ward, R. Scabies, J. Ward) - 3:25
14. スーサイド - "Suicide" - 3:15
15. スマッシュ・イット・アップ・パート2（バッキング・トラック - シンガロンガダムド） - "Smash It Up (Part 2) (Backing Track - Singalonga Damned)" - 2:56
16. スマッシュ・イット・アップ・パート4 - "Smash It Up (Part 4)" (C. Sensible) - 1:55
17. バーグラー - "Burglar" - 3:33
18. 荒廃の街角（DJエディット） - "I Just Can't Be Happy Today (DJ Edit)" (D. Vanian, C. Sensible, A. Ward, R. Scabies, G. Dadomo) - 2:58
19. ボールルーム・ブリッツ - "Ballroom Blitz" (Mike Chapman, Nicky Chinn) - 3:28
20. ターキー・ソング - "Turkey Song" (D. Vanian, C. Sensible, A. Ward) - 1:32

## 参加ミュージシャン
- デイヴ・ヴァニアン - ボーカル
- キャプテン・センシブル - ギター、キーボード、ボーカル
- アルジー・ワード - ベース
- ラット・スキャビーズ - ドラムス